# Agama parafricana
Agama parafricana là một loài thằn lằn trong họ Agamidae. Loài này được Trapé, Mediannikov & Trapé mô tả khoa học đầu tiên năm 2012.